# Голод у Башкортостані 1921—1922

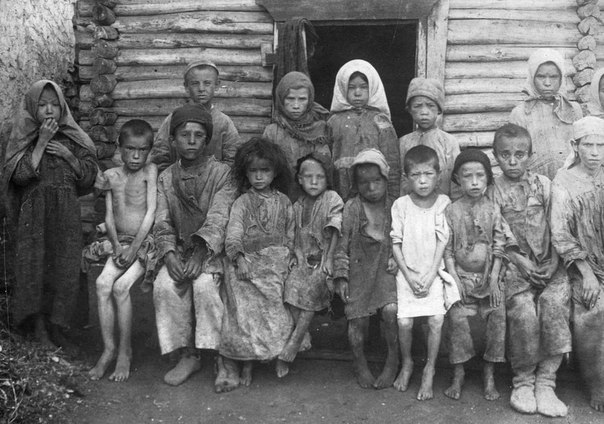
Діти, що голодують. Уфа, 1921 рік.

Голод у Башкортостані в 1921—1922 рр. — масовий голод під час громадянської війни в Росії на території сучасного Башкортостану..
У Башкортостані голод почався в лютому 1921 року і охопив значну частку населення — 2—2,5 мільйони душ. У роки голоду населення Башкортостану скоротилося на 650 тисяч осіб або на 22 %. Такого масового голоду в історії краю ніколи не було, тому в народі він відомий як «Великий голод» (башк. Ҙур аслыҡ).

## Причини
Безпосередньо територією Башкортостану довгий час проходив фронт  Громадянської війни, з обох сторін відзначалися масові випадки мародерства, грабежів та інших злочинів проти мирного населення. Приміром, за підрахунками урядової комісії тільки в трьох кантонах (Там'ян-Катайському, Бурзян-Тангауровському і Кипчак-Джитировському) потерпілими виявилися 100 тисяч дворів, було знищено 5377 господарств, дощенту зруйновано 2826 жител, 50 тисяч осіб взагалі не мали хліба. Більшість худоби або було реквізовано в роки війни, або вона загинула від нестачі кормів у посушливому 1920 році. Націоналізація лісів у 1918 році позбавила можливості займатися і традиційними кустарними лісовими промислами. Було зруйновано продуктивні сили сільського господарства.
У 1918—1920 рр. відбувалася продрозкладка, що супроводилася безчинствами продзагонів, викачавши з Башкортостану по суті всі продовольчі ресурси, особливо з районів із переважним проживанням башкирського населення, оголошеного «контрреволюційним». Влітку 1920 року до влади у  Башкирській АРСР прийшли некомпетентні у місцевих питаннях люди з інших околиць країни, які вирішили провести продрозкладку за всяку ціну, забирали весь урожай і навіть насіння. До початку лютого 1921 року на території Уфимської губернії було реквізовано 13 млн пудів зерна і фуражу, 12 тис. пудів вершкового масла 12 млн шт. яєць; на території  «Малої Башкирії» — 2,2 млн пудів зерна, 6,2 тис. пудів вершкового масла, 39 тис. голів великої і 82 тис. голів дрібної рогатої худоби, 2,2 тис. пудів меду.
Придушення селянського повстанського руху 1918—1921 рр. (у тому числі Бурзян-Тангауровського, Бураєвського і Вилкового повстань) супроводжувалося широкомасштабним терором, грабежами, конфіскаціями майна, вилученням продовольства у башкирського населення.
1921 року у Поволжі трапилася посуха, середня врожайність  зернових культур скоротилася до 2,1 пуда з десятини. Попри це в 1921 році з Уфимської губернії було вивезено залізницею 685,3 тисяч пудів хліба, а в 1922 році — понад 1,5 мільйона пудів і приблизно стільки ж водним шляхом.

За словами І. Г. Акманова, причинами масового голоду є 
«…розруха, викликана Першою світовою та громадянською війнами, антинародна продовольча політика нової влади, що відібрала останні запаси продуктів харчування у населення в рахунок продрозкладки і продподатку, а також націоналізація природних ресурсів. Недорід 1920 р. і стихійне лихо — посуха (неврожай трав і хлібів) у 1921 році — це не головні причини голоду. Без сумніву, голод у 1921—1922 рр. носив характер спеціально організованого голодомору.»— Акманов І. Г. Демографія башкирів початку ХХ сторіччя // Ватандаш. — ISSN 1683-3554.

## Точка зору радянського уряду
Вожді та ідеологи партії більшовиків (такі як  Троцький Л. Д. (Бронштейн Лейб Давидович),  Радек К. Б. (Собельсон Карл Бернгардович),  Ярославський О. М. (Губельман Міней Ізраїлевич)) написали в 1921 році ряд невеликих публіцистичних брошур і статей, присвячених як проблемі голоду, так і боротьбі з ним.

## Масштаби голоду
«Башкирське населення переживає такі муки голоду, перед якими бліднуть всі жахи Поволжя...»
У Башкортостані голод почався в лютому 1921 року і охопив значне населення — 2—2,5 мільйона чоловік. Найбільше постраждали жителі гірсько-лісових і гірсько-степових регіонів, які займалися переважно скотарством і лісовими промислами.
Для населення найкращим хлібом став «зелений» — з лободи та інших трав, гіршим — з домішкою кори дерев. Харчувалися собаками, кішками, щурами, воронами, жабами та іншими тваринами, викопували із землі залишки торішньої мерзлої картоплі, коріння.
У червні 1921 року у Бірському повіті та Усерганському кантоні спалахнули голодні бунти, було вбито місцевих чиновників і комуністів..
У деяких кантонах були зафіксовані випадки людоїдства. Поширилися епідемії висипного тифу та інших хвороб.

## Допомога голодуючим

### Дії радянського уряду
19 квітня 1921 про ситуацію з продовольством в республіці наркому у справах національностей  І. В. Сталіну в особистій розмові повідомив нарком з військових справ Ради народних комісарів Башкирської АРСР Муса Лутович Муртазін, однак жодної допомоги надано не було.
22 травня 1921 голова Башкирського центрального виконавчого комітету Ш. А. Худайбердін відправив телеграму в Наркомпрод РРФСР, Наркомнац і ЦК РКП (б), де говорилося про те що в республіці від голоду триває «систематичне вимирання населення», голодуючих налічується більше ніж 200 тисяч людей та про необхідність на 3 місяці приблизно 200 тисяч пудів хліба. Але і це прохання центральна влада не взяла до уваги.
2 червня 1921 представник Наркомнацу при Башкирській АРСР Шаріф Ахметзянович Манатов повідомив В. І. Леніну про безвихідне становище населення республіки і про необхідність термінової допомоги продовольством, проте Центр знову не поспішав надавати допомогу голодуючому населенню краю..
22 червня 1921 при Московському товаристві сільського господарства було створено громадський Комітет боротьби з голодом (Всероспомгол). Але рішенням ВЦВК від 27 серпня 1921 комітет було розпущено, а його членів заарештовано.
18 липня 1921 при ВЦВК утворено Центральну комісію допомоги голодуючим (ЦК Помгол), а в серпні — Башпомгол і Уфимський Губпомгол. Також було створено волосні, кантональні та сільські комісії допомоги голодуючим. ЦК Помгол прикріпила Башкортостан до благополучних за врожаєм Акмолинської, Єкатеринбурзької, Курської, Петроградської, Семипалатинської, Смоленської і Тюменської губерній.
Рада Народних Комісарів Башкирської АРСР заборонила вивіз продовольства з республіки. Влаштовувалися суботники на допомогу потерпілим від голоду, однак пожертви були незначні: за неповними даними в 1921—1922 роках було зібрано 720 тисяч пудів хліба, 89 тисяч пудів м'яса, понад 200 тисяч пудів овочів тощо. Половина зібраного в 1921 році продподатку — 79 483 пудів різного продовольства — спрямовувалася на допомогу голодним..
У жовтні—вересні 1921 року проводився Всеросійський тиждень допомоги голодуючим. Наркомнац звернувся до громадян Радянської Росії із закликом допомогти населенню, що голодує. У вересні 1921 року в край надійшло 120 тисяч пудів насіннєвого жита з різних губерній. Також були й інші пожертви, але всього цього було недостатньо для подолання лиха.
У квітні 1922 року РНК БАССР прийняв постанову «Про людоїдство», спрямовану на захист населення, особливо дітей, від посягань людей, які на ґрунті голоду стали психічно ненормальними, а також для припинення торгівлі людським м'ясом.
Було налагоджено боротьбу за ліквідацію дитячої безпритульності, в 1922 році діяло 210 дитячих будинків.
У 1921—1922 роках центральна влада виділила для селян Башкортостану як позику понад 6 мільйонів пудів насіння, що виявилося вирішальним для проведення осінньої сівби 1921 року й весняної сівби 1922 року. Повернення позики було перенесено на 1923—1924 роки.
Уряд упорядив їдальні, в яких у грудні 1921 року харчувалися 83 500 дітей, у березні 1922 року — 221 200, в червні 1922 року — понад 400 600 дітей. Також багато тих, хто голодував, отримували продовольчі пайки.

### Допомога від Американської адміністрації допомоги
Велику допомогу голодуючому населенню краю надала Американська адміністрація допомоги (АРА). У листопаді 1921 року в Уфі відкрилося окружне відділення «Уфа-Урал» під керівництвом В. Белла, що діяло у Башкирській республіці, Уфимській губернії, частині Єкатеринбурзької губернії, Оренбурзькій і Челябінській губерніях спільно з комісіями допомоги голодуючим, органами охорони здоров'я і соціального забезпечення..
Восени 1921 АРА відкрила перші їдальні, а опісля — притулки для сиріт. Також було налагоджено доставку продовольства, медикаментів, одягу та взуття. До січня 1922 1 року діяло 482 їдальні на 53 тисячі дітей, а до 1 вересня того ж року — 3256 пунктів харчування на 547 тисяч душ.
У жовтні 1922 місія Американської адміністрації допомоги відбула з Уфи, її допомога продовжувала надходити в республіку до травня 1923 року. У квітні—травні 1923 року у Башкирській АРСР працювало 465 їдалень АРА, в яких харчувалося 118 478 осіб..

### Допомога з інших країн
У Башкортостані діяли також благодійні організації з Китаю та Ірану.
За 1921—1922 роки у Башкирську республіку і Уфимську губернію з-за кордону було завезено 1 817 000 пудів різних харчів, понад 1 мільйон банок консервованого молока, одяг і взуття.

## Наслідки голоду
У роки голоду населення Башкортостану скоротилося на 650 тисяч осіб або на 22 %. Чисельність башкирів і татар зменшилася на 29 %, а росіян — на 16 %. Значно побільшало дітей-сиріт. Поширилися епідемії.
У 1921—1922 роках зникло 82,9 тисячі селянських господарств, кількість робочих коней скоротилася на 53 %, великої рогатої худоби — на 37,7 %, овець — на 59,5 %. Посівні площі зменшилися на 917 300 десятин (на 51,6 %).
Голод підірвав продуктивні сили сільського господарства, на відновлення яких знадобилися довгі роки. У цих тяжких умовах у Башкирській АРСР пізніше, ніж в інших регіонах почалося відновлення народного господарства і до початку масової колективізації його не було завершено.